# ノイフェン
ノイフェン (ドイツ語: Neuffen, ドイツ語発音: [ˈnɔ͜yfn̩] ( 音声ファイル))は、ドイツ連邦共和国バーデン＝ヴュルテンベルク州シュトゥットガルト行政管区のエスリンゲン郡に属す小都市である。この街は、シュトゥットガルト地方（1992年まではミッテレラー・ネッカー地方）およびシュトゥットガルト大都市圏に属す。本市はボイレンおよびコールベルクとともに行政共同体を形成している。市の全域がシュヴェービシェ・アルプ・ビオスフィアおよびシュヴェービシェ・アルプUNESCOジオパークの一部である。

## 地理
ノイフェンは、シュトゥットガルトの南約 27 km の、アルプトラウフとも呼ばれるシュヴェービシェ・アルプ北縁部にあるホーエンノイフェン山の麓に位置している。ノイフェン旧市街の高度は 407 m、ホーエンノイフェン城趾は海抜 743 m である。

### 隣接する市町村
ノイフェンは、北はフリッケンハウゼン（リンゼンホーフェン地区およびティッシャルト地区）、北東はボイレン、東はエルケンブレヒツヴァイラー、南はヒュルベンおよびデッティンゲン・アン・デア・エルムス、西はメッツィンゲンおよびコールベルクと境を接している。

### 市の構成
自治体ノイフェンには、カピスホイゼルンとノイフェンが属す。これらの地区は、かつての独立していた同名の町村と同じ領域を占める。両市区は、バーデン＝ヴュルテンベルク州自治体法で定義されるヴォーンベツィルクにあたる。カピスホイゼルンは、バーデン＝ヴュルテンベルク州自治体法のオルトシャフトにあたり、固有の地区議会と地区長を有し、ノイフェン＝カピスホイゼルンを正式な名称としている。カピスホイゼルン地区は同名の集落のみで形成される。ノイフェン地区には、ホーフ・ユスホーフ、ホーフ・ヴェンデンホーフ、ホーフ・フィーヴァイデ、ホーフ・プフィングストブッケル、ハウス・ハルトおよびハウス・イム・ハルトが属す。ホーエンノイフェン城は居住地には含まれない。市域には消滅集落ボーデルスベルク、ヴィンデンおよびホーフシュテッテンがあるが、これらはホーフ・ボーデルスベルクおよびホーフ・ヴィンデンと同一である可能性がある。

### 土地利用
2020年現在の本市の用途別土地面積および占有率は以下の通りである。
| 用途         | 面積 (ha) | 占有率 (%) |
| ------------ | --------- | ---------- |
| 住宅用地     | 98        | 5.6        |
| 商工業用地   | 23        | 1.3        |
| レジャー用地 | 21        | 1.2        |
| 交通用地     | 92        | 5.3        |
| 農業用地     | 925       | 53.1       |
| 森林         | 528       | 30.3       |
| 水域         | 5         | 0.3        |
| その他       | 51        | 2.9        |
| 合計         | 1743      | 100.0      |

## 歴史

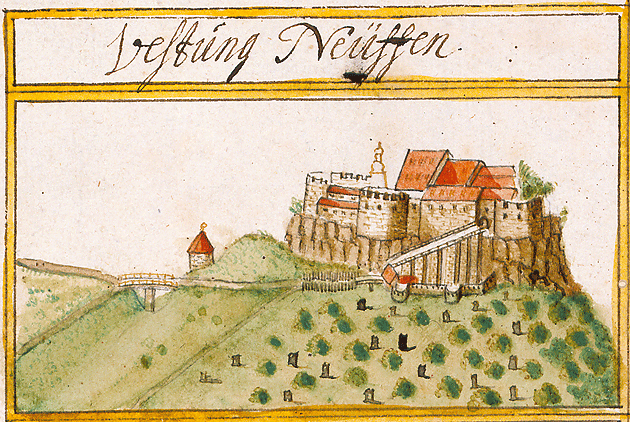
1683年にアンドレアス・キーザーが描いたホーエンノイフェン城

最初のケルト人の定住は紀元前100年頃に始まった。最初の千年紀の間にこの地域はアレマン人に支配された。中世盛期にはシュヴァーベン公領に属した。1100年頃にホーエンノイフェン城が建設された。谷に形成された集落は、城と同様にニーフェン家（ノイフェン家）の支配下にあった。ニーフェン家の人脈を背景にノイフェンは早くも1232年に都市権を獲得した。1303年にリウトガルト・フォン・ニーフェンがノイフェンをヴュルテンベルクに売却した。
14世紀から1806年までノイフェンはアムト（地方行政機関）の所在地であった。ニュルティンゲン協定に基づく1442年のヴュルテンベルク分割によりノイフェンは、一時的に東部地域の行政機関所在地となった。1543年からホーエンノイフェン城を国境要塞にするための拡充工事が行われた。1634年の都市火災によりノイフェンはほぼ完全に破壊された。1801年から城の一部が取り壊された。1806年に建国されたヴュルテンベルク王国の新しい行政組織が適用され、アムト・ノイフェンは1807年にオーバーアムト・ニュルティンゲンに組み込まれた。1900年にテーレス鉄道が開通し、この街は鉄道で結ばれた。1938年にノイフェンは新設されたニュルティンゲン郡に編入され、さらに1973年にエスリンゲン郡の一部となった。
1948年8月にヴュルテンベルク＝バーデン州首相ラインホルト・マイヤー、南バーデン州首相レオ・ヴェーレプおよびヴュルテンベルク＝ホーエンツォレルン州内務大臣ヴィクトール・レナーにより、新しいドイツ南西部の州、現在のバーデン＝ヴュルテンベルク州の創設にむけたホーエンノイフェン会談が行われた。

### 市町村合併
- 1972年7月1日 カピスホイゼルン[6]

### 地区

#### カピスホイゼルン
カピスホイゼルンは、1396年に初めて文献に記録されている。当時この集落はアハアルム＝ウラハ伯に属し、その後ヴュルテンベルク領となった。ヴュルテンベルクではアムト・ノイフェンに組み込まれた。この集落は機能的には飛地のような地理的位置にある。道路は隣のコールベルクを通ってノイフェンに通じている。

## 住民

### 人口推移
人口調査結果 (*) または州統計局の公式研究結果に基づく人口推移を以下に示す（本市を主たる住所地とする人口）。

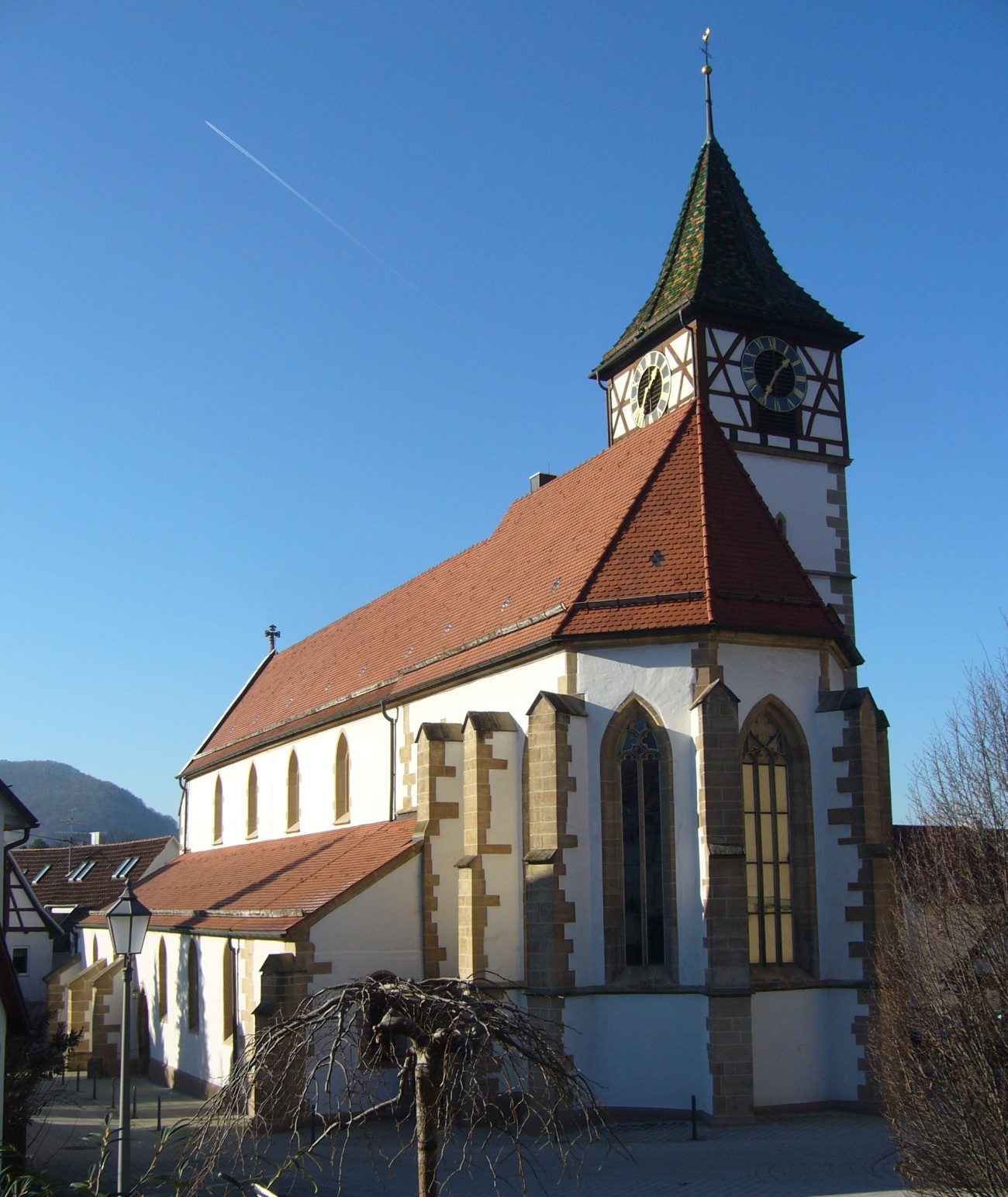
マルティンス教会

| 時期           | 人口（人） |
| -------------- | ---------- |
| 1834年12月3日* | 1,992      |
| 1871年12月3日* | 2,137      |
| 1900年12月1日* | 1,959      |
| 1939年5月17日* | 2,485      |
| 1950年9月13日* | 3,696      |
| 1961年6月6日*  | 4,172      |
| 1970年5月27日* | 4,899      |
| 1980年12月31日 | 4,974      |

| 時期           | 人口（人） |
| -------------- | ---------- |
| 1990年12月31日 | 5,743      |
| 1995年12月31日 | 5,939      |
| 2000年12月31日 | 6,029      |
| 2005年12月31日 | 6,231      |
| 2010年12月31日 | 6,164      |
| 2015年12月31日 | 6,210      |
| 2020年12月31日 | 6,247      |

### 宗教
福音主義の教会組織は、福音主義東教会区と西教会区に分かれている。両者はゴシック様式のマルティンス教会で礼拝を行っている。これらに加えて福音主義自由教会もある。カトリック教会はリヒテンシュタイン通りにある。さらにノイフェンにはアレヴィー派の文化協会もある。

## 行政

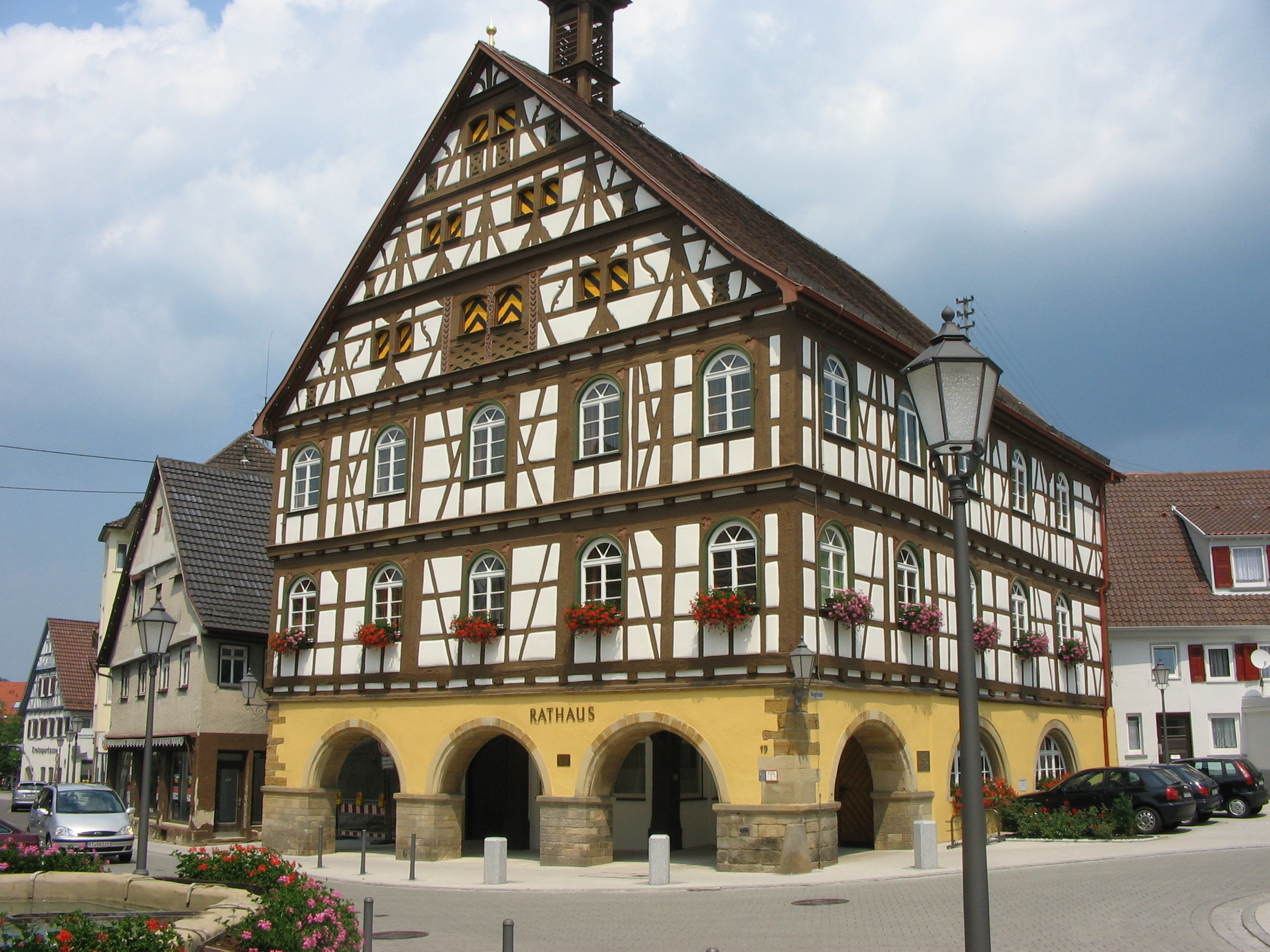
ノイフェンの市庁舎

### 首長
- 1954年 - 1985年 クルト・シュミット
- 1987年 - 2010年 ヴォルフガング・シュミット
- 2011年1月1日 - マティアス・ベッカー。2018年10月の選挙では 96.53 % の支持票を獲得して再選された[7]。

### 議会
ノイフェンの市議会議員選挙は、unechter Teilortswahl という方式で行われる。この方式では調整議席により、総議席数は変動する。2019年の選挙後の議席数は20議席である。市議会はこれらの名誉職の議員と議長を務める市長で構成される。市長は市議会において投票権を有している。

### 紋章
図柄: 金地。左に（向かって右）吹き口を向け、金色の金具と黒い紐をつけた黒い狩猟用の角笛が3つ上下に配置されている。
知られている中で最も古い彩色された市の紋章は1535年のもので、市の創設者であるノイフェン家の紋章に由来する。

## 経済と社会資本

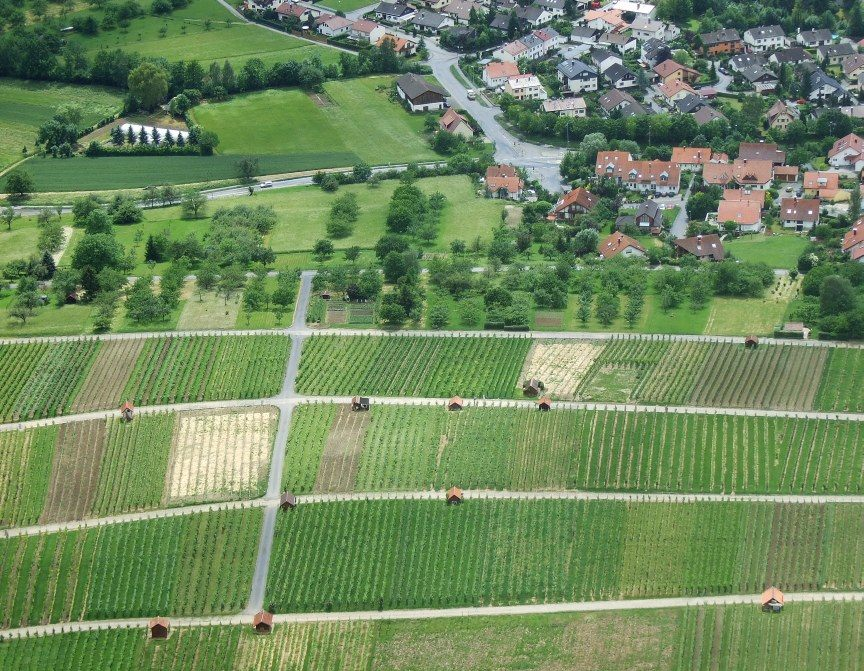
ノイフェン郊外のブドウ畑

### 経済
昔は農業（耕作、ブドウ栽培、果樹栽培、小型家畜の飼育）に重点が置かれていたが、その後織布、さらにテキスタイル産業に移り、現在は金属産業が盛んである。ホーエンノイフェン城趾の下の斜面には、ドイツで最も高い場所にあるブドウ畑が存在する。ノイフェンの他にボイレン、リンゼンホーフェン、コールベルク、カピスホイゼルン、メッツィンゲン、ヴァイルハイム・アン・デア・テックを含むホーエンノイフェン広域地区は、レムスタール＝シュトゥットガルト地区の一部である。ノイフェンは、ホーエンノイフェン＝テック・ブドウ栽培者組合の本部所在地である。
ビーロマティーク・ロイツェ GmbH + Co. KG は、国際的に活動している機械製造会社で、合成樹脂融接システム、中央潤滑油給油装置、最小量潤滑システムを製造している。

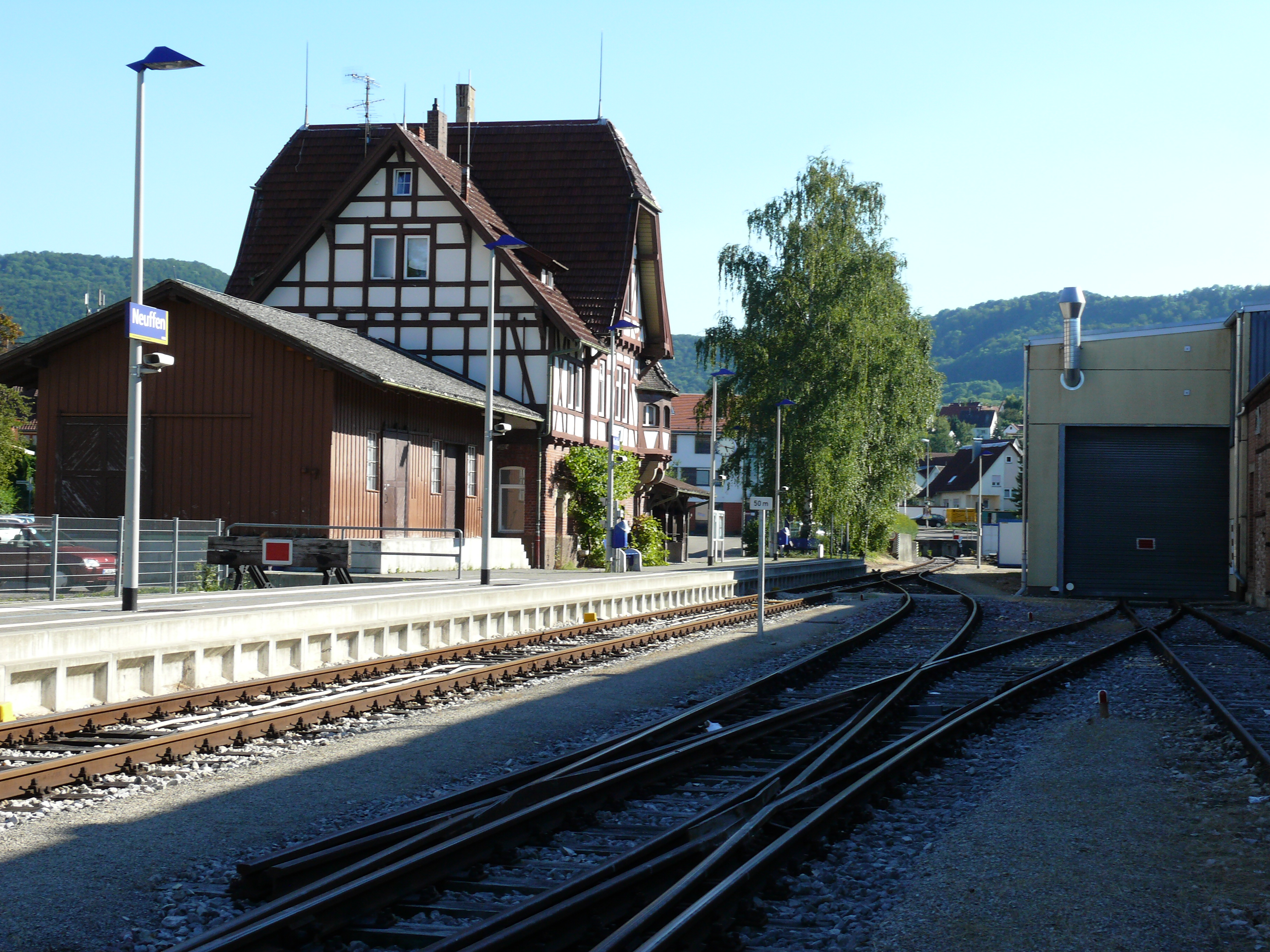
ノイフェン駅

### 交通
ニュルティンゲン行きのテーレス鉄道がノイフェンを全国的な鉄道網に接続している。夏季の半年間この路線上を不定期に鉄道車両保存協会の保存鉄道が運行している。州道1250号線 (L1250) がノイフェンからリンゼンホーフェンおよびヒュルベンに向かって通っている。

### 上水道
ノイフェンの高所地区はランデスヴァッサーフェアゾルグング目的連合から飲料水を得ている。低地地区は、独自の水源（バウアーロッホ水源地域、ゲヴェンデン水源地域、ヴェンデン水源地域）から飲料水が供給されている。必要に応じて、低地地区にも高所地区を経由して水を供給することが可能である。カピスホイゼルンはコールベルクに本部を置く水供給連合ユージグルッペから飲料水を供給されている。

### 廃棄物処理
廃棄物処理はエスリンゲン郡の廃棄物処理会社が担当している。有機ゴミ、家庭ゴミ、紙類を分別収集している。

### 教育機関
ノイフェンには基礎課程学校 1校の他に、作業実科学校 1校、実科学校 1校、基礎課程学校内に含まれる養護学校 1校がある。

### レジャー・スポーツ施設
サッカーグラウンド、ビーチバレーコート、テニスコート、屋内テニスコートを備えたシュパーデルスベルク・スポーツ場、ボウル施設、ヘーエンフライバート・ノイフェン（屋外プール）、市立体育館、ノイフェン体育連盟の体育館がある。この他に体育連盟は、冬季の積雪が十分ある場合にはスキーリフトを運行している。
ノイフェンは、ドイツで最も人気がある広域遊歩道の1つであるアルプシュタイク（シュヴェービシェ＝アルプ＝ノルトラント＝ヴェークあるいは HW1とも呼ばれる）、およびアーレンからトゥットリンゲンまで6つの区間に分けられたマウンテンバイクやグラーベルバイク向けの広域自転車道であるアルプ＝クロッシングの真下に位置している。

## 文化と見所

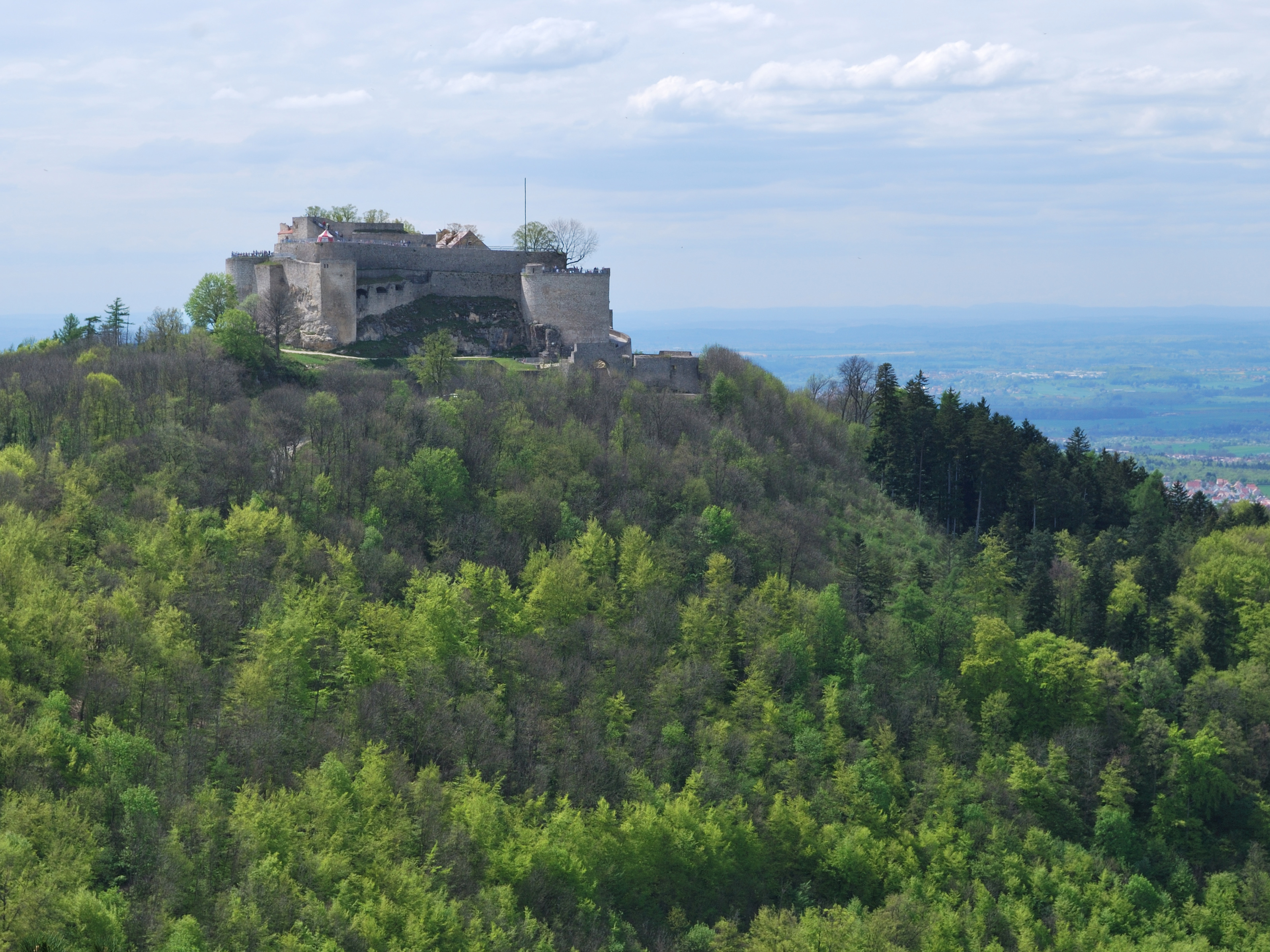
ホーエンノイフェン城址

ノイフェンは、ヴュルテンベルク・ワイン街道沿いに位置している。これはヴュルテンベルクのワイン地域のすべてを巡る、多くの見所が点在する観光街道である。
バーデン＝ヴュルテンベルク州で2番目に大きな要塞の遺構で街の景観を印象づけるホーエンノイフェンからは小都市ノイフェン、谷の末端、アルプラント、アルプの麓の景観を眺めることができる。ノイフェナー・ハイデ自然保護区は、ランの花で知られている。メッツィンゲンからユージ、ザッテルボーゲン、ヘルンレ、バルンベルクを経由してホーエンノイフェンに至る遊歩道の目的地の1つがバルンベルク洞窟である。

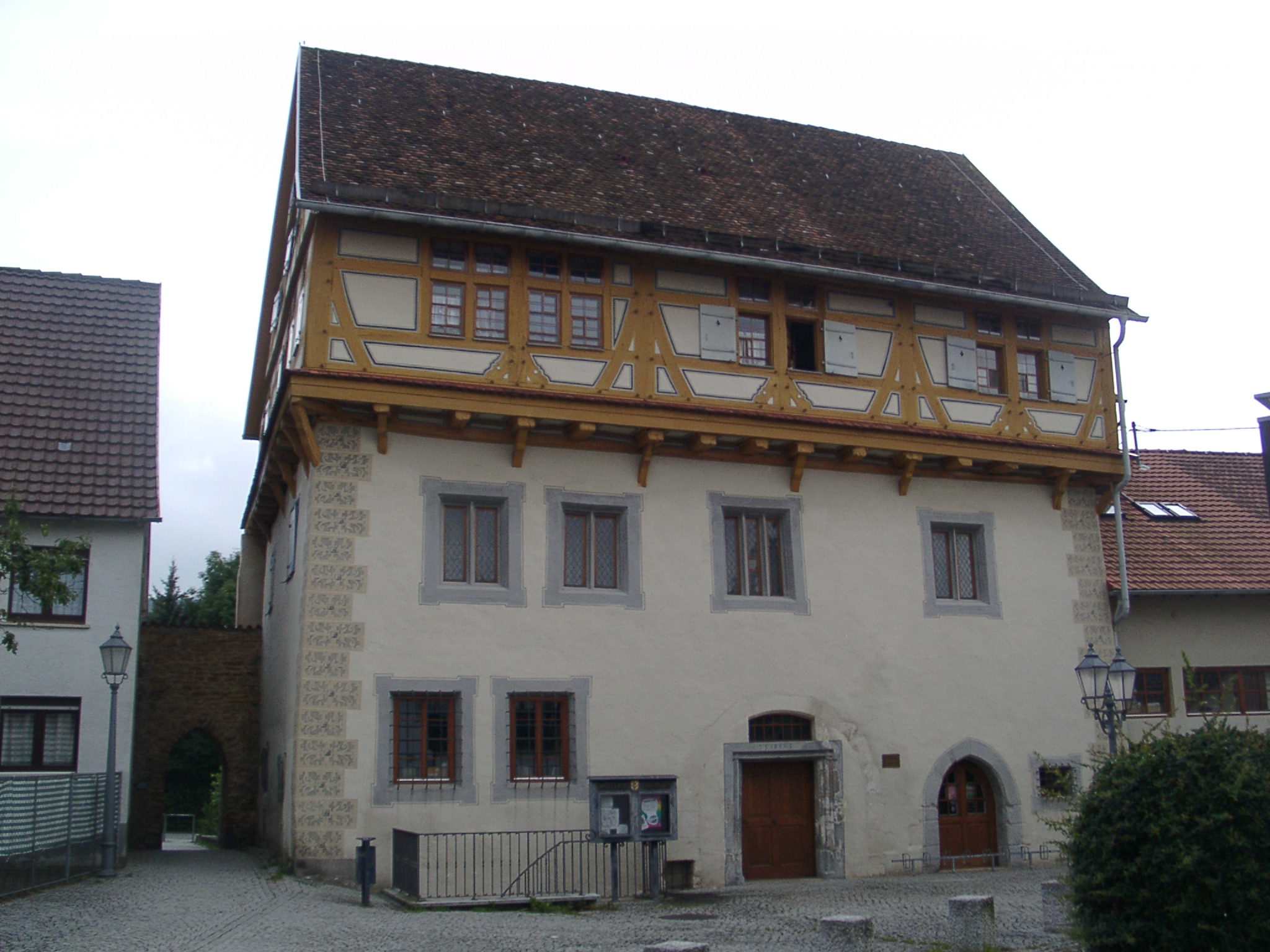
市立博物館が入居しているグローセス・ハウス

### 博物館
グローセス・ハウスの市立博物館の他に、勲章博物館もある。

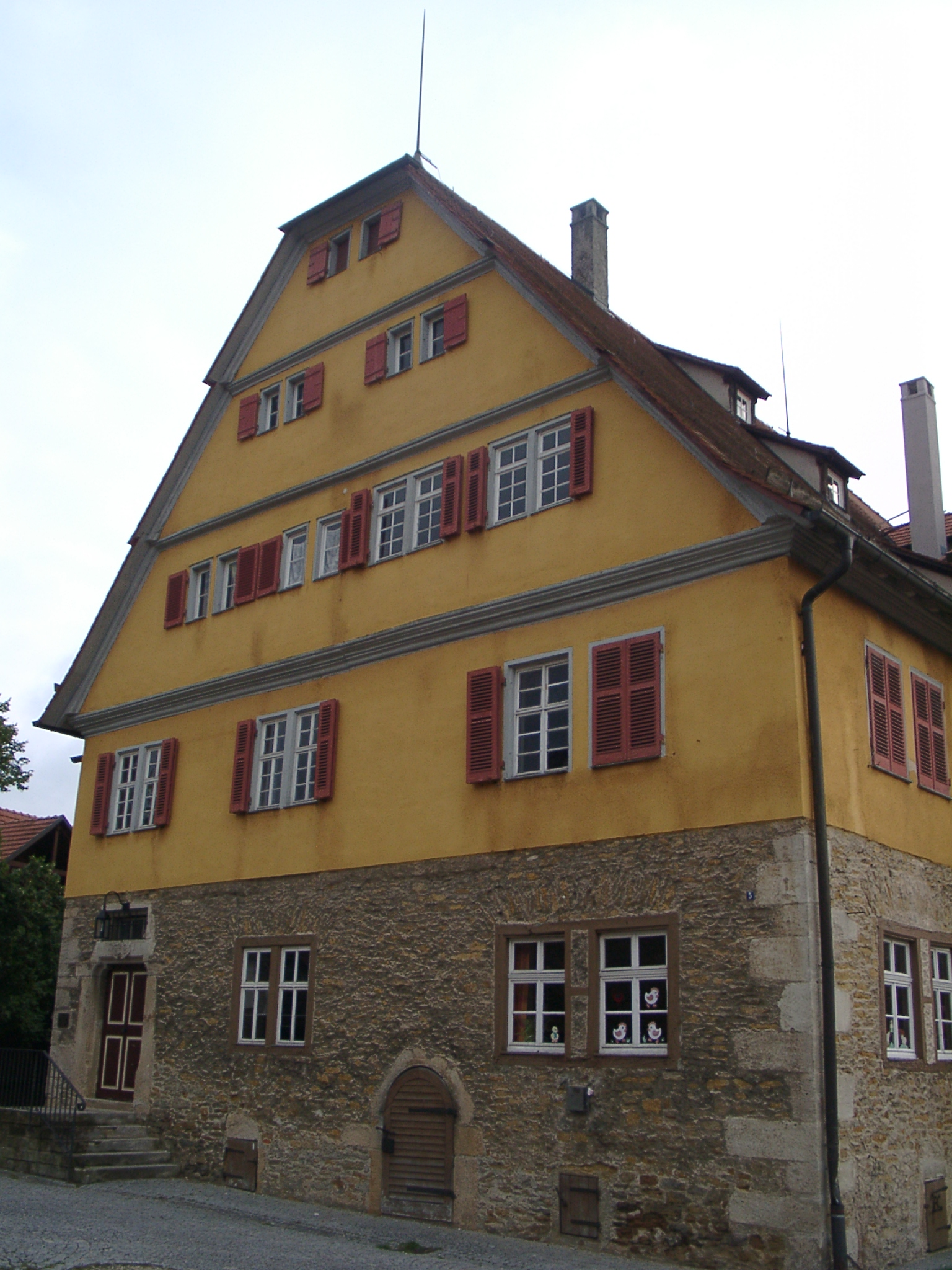
メルヒオール＝イェーガー＝ハウス

### 建築
- ホーエンノイフェン城趾
- 1504年製の「オリーブ山」群像を有するマルティンス教会
- シリングシェス・グローセス・ハウス
- メルヒオール＝イェーガー＝ハウス[16]
- 市庁舎
- 市壁（一部が遺されている）
- ノイフェン駅（鉄道模型の付属品にも採用されている）

## 人物

### ゆかりの人物
- ゴットフリート・フォン・ナイフェン（ドイツ語版、英語版）（13世紀）ノイフェンの領主。
- トマス・ブルダリッチ（1975年 - ）サッカー選手、指導者。ノイフェンで育った。

## 関連図書
- Hans Schwenkel (1953). Heimatbuch des Kreises Nürtingen. Band 2. Würzburg. pp. 708–756
- Gotthold Hezel (1957). Stadtverwaltung Neuffen. ed. Neuffen und Hohenneuffen, ein Führer durch Landschaft und Stadt
- Walter Bär (1992). Stadt Neuffen. ed. Der Neuffen, Geschichte und Geschichten um den Hohenneuffen
- Manuel Werner (2005). Cannstatt – Neuffen – New York. Das Schicksal einer jüdischen Familie in Württemberg. Mit den Lebenserinnerungen von Walter Marx. Nürtingen / Frickenhausen: Sindlinger-Burchartz. ISBN 978-3-928812-38-2
- Landesarchiv Baden-Württemberg i. V., Landkreis Esslingen, ed (2009). Der Landkreis Esslingen, Band 2. Ostfildern: Jan Thorbecke Verlag. p. 227. ISBN 978-3-7995-0842-1
- August Friedrich Pauly, ed (1848). “Neuffen”. Beschreibung des Oberamts Nürtingen. Die Württembergischen Oberamtsbeschreibungen 1824–1886. Band 25. Stuttgart / Tübingen: Cotta’sche Verlagsbuchhandlung. pp. 194–203